# Agrotis variegata
Agrotis variegata là một loài bướm đêm trong họ Noctuidae.